# يهودية عضلية

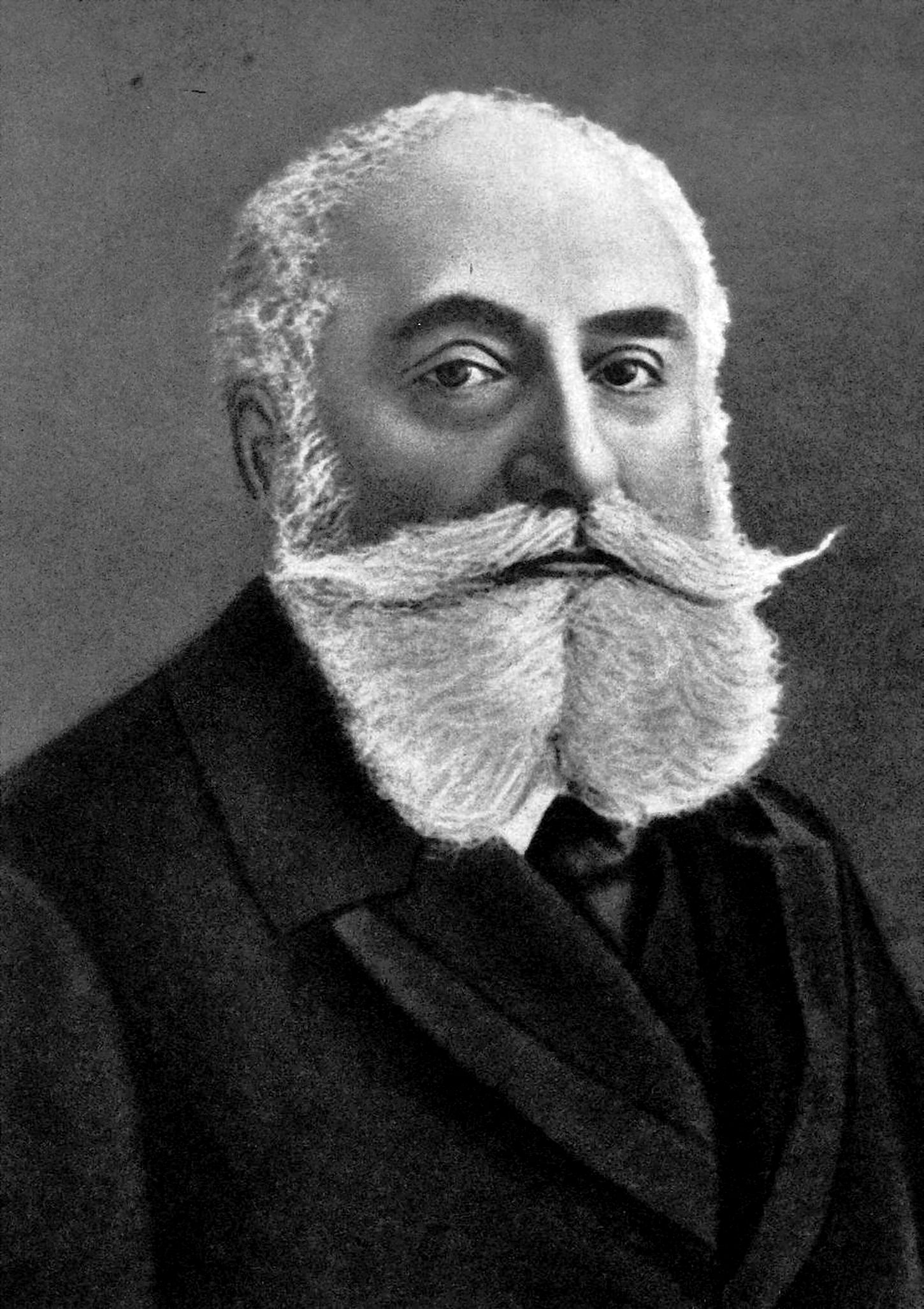
ماكس نورداو الذي صاغ مصطلح «اليهودية العضلية»

اليهودية العضلية هي مصطلح صاغه ماكس نورداو في الكلمة التي ألقاها في المؤتمر الصهيوني الثاني الذي عقد في بازل في 28 أغسطس 1898. وتحدث في كلمته عن الحاجة إلى تصميم «اليهودي الجديد» ورفض «اليهودي العجوز» بالقوة الذهنية والبدنية لتحقيق أهداف الصهيونية. فقد رأى نورداو أن اليهودية العضلية رد على «المحنة اليهودية».

## لمحة عامة
يشير المصطلح إلى زراعة الخواص العقلية والبدنية، مثل القوة الذهنية والبدنية، وخفة الحركة والانضباط، والتي ستكون كلها ضرورية للولادة الوطنية للشعب اليهودي. إن خصائص اليهود العضليين هي عكس ذلك تماما، وهو نقيض، من الشتات اليهودي، وخاصة في أوروبا الشرقية، كما هو موضح في الأدب اللاسامي والأدب لحركة الهاسكالا. اعتبر نورداو تشجيع اليهود العضليين والرياضيين كقاعدة مقابلة لتصور اليهود كأشخاص ضعفاء. علاوة على ذلك، فإن اليهودي العضلي هو عكس اليهود الحاخاميين أو يهوديي الهاسكالا، رجل الحروف، المثقف، الذي قيل أنه كان مشغولاً طوال حياته متكئاً على كتبه ويكرس نفسه لمواضيع عاطفية، وبالتالي لا يملك الكثير من القوة والذي كان ضعيفا.
على الرغم من أن اليهودية العضلية كانت فكرة يمارسها الرجال اليهود بشكل أساسي، إلا أن النساء اليهوديات شاركن أيضًا، خاصة في أنشطة مثل الجمباز.
تجدر الإشارة إلى أنه في وقت خطاب نورداو، كانت فكرة المسيحية العضلية منتشرة على نطاق واسع في العديد من البلدان المسيحية.

## النمسا
لقد أخذ القادة اليهود الأوروبيون في الحسبان فلسفة نورداو. بين عامي 1896 و1936، فاز الرياضيون اليهود بالكثير من الميداليات في النمسا في الأولمبياد مقارنة بنسبتهم من مجموع سكان النمسا. كما ألهمت فكرة اليهودية الموسومة في نوردو مؤسسي «هاكواه فيينا»، وهو نادي رياضي فييني يُعرف بفريق كرة القدم. كتب الصحفي الأمريكي فرانكلين فوير أن هاكواه («القوة» بالعبرية) كان «أحد أفضل الفرق على كوكب الأرض» في ذروته في منتصف عشرينيات القرن العشرين. قام لاعبو هاكواه بتزيين زيهم مع رموز يهودية مثل نجمة داود، واستخدمت أسماء ألقاب القادة اليهود العسكريين التاريخيين، مثل بار كوخبا.